# 도라에몽 (비디오 게임)
《도라에몽》(일본어: ドラえもん)은 허드슨(현 코나미디지털엔터테인먼트)가 발매한 패밀리 컴퓨터용 게임 소프트. 만화 『도라에몽』을 소재로 한 캐릭터 게임이다.

## 개요
대장편 도라에몽 및 애니메이션 영화 《도라에몽 노비타의 우주개척사》, 《도라에몽 노비타의 대마경》, 《도라에몽 노비타의 해저귀암성》 이 세 작품을 기반으로 하고 있다.